# Wu Guanzhong
Wu Guanzhong (chinês simplificado: 吴冠中; chinês tradicional: 吳冠中; Yixing, 29 de agosto de 1919 — Pequim, 25 de junho de 2010) foi um pintor contemporâneo chinês.